# Chalatenango (departament)
Chalatenango – jeden z 14 departamentów Salwadoru, położony w północnej części kraju przy granicy z Hondurasem. Został ustanowiony 14 lutego 1855. Jest jednym z największych, a zarazem najrzadziej zaludnionych regionów Salwadoru. Jego stolicą jest miasto Chalatenango (17,0 tys., 2007).
Departament Chalatenango obejmuje górzysty obszar gór Sierra Madre de Chiapas z najwyższym szczytem El Pital (2730 m n.p.m.). W południowej części znajduje się tektoniczne obniżenie rzeki Lempa. Bieg doliny przegrodziły dwie zapory wodny, tworząc zbiorniki Cerrón Grande i 5 de Noviembre.

## Gminy
1. Agua Caliente
2. Arcatao
3. Azacualpa
4. Chalatenango
5. Citalá
6. Comalapa
7. Concepción Quezaltepeque
8. Dulce Nombre de María
9. El Carrizal
10. El Paraíso
11. La Laguna
12. La Palma
13. La Reina
14. Las Vueltas
15. Nombre de Jesús
16. Nueva Concepción
17. Nueva Trinidad
18. Ojos de Agua
19. Potonico
20. San Antonio de la Cruz
21. San Antonio Los Ranchos
22. San Fernando
23. San Francisco Lempa
24. San Francisco Morazán
25. San Ignacio
26. San Isidro Labrador
27. San José Cancasque
28. San José Las Flores
29. San Luis del Carmen
30. San Miguel de Mercedes
31. San Rafael
32. Santa Rita
33. Tejutla